# (7) Iris
 For alternative betydninger, se Iris.
(7) Iris er en asteroide der har sin bane i asteroidebæltet. Blandt de silikatrige asteroider har Iris den femtestørste (geometrisk middel) diameter efter Eunomia, Juno, Amphitrite og Herculina.
Iris' lyse overflade og den korte afstand til Solen gør den til det fjerdeklareste objekt i asteroidebæltet, efter Vesta, Ceres og Pallas. Når Iris er i opposition ses den fra Jorden med en gennemsnitlig størrelsesklasse på +7,8 — svarende til Neptun. Det betyder at den nemt kan ses i en almindelig håndkikkert. Ved sjældne lejligheder er den i opposition nær dens perihelium-punkt, og den ses da som størrelsesklasse +6,7, lige nøjagtigt ikke synlig med det blotte øje. Det sker næste gang den 31. oktober 2017 (størrelsesklasse +6,9).

## Opdagelse og navn
Iris blev opdaget den 13. august 1847, af den britiske astronom John Russell Hind, og er opkaldt efter Iris i græsk mytologi – gudinden der personificerer regnbuen og som også er Heras sendebud. Det var den syvende asteroide der blev opdaget, og den første af i alt ti opdaget af Hind. Han har selv fået en asteroide opkaldt efter sig: (1897) Hind.

## Karakteristika
Analyser af variationen af Iris' lysstyrke over tid, indikerer at den må have en lidt kantet form, og at dens rotationsakse næsten ligger ned i ekliptikas plan. Det sidste medfører at der er midnatssol på stort set den ene halvdel af asteroiden om sommeren og tilsvarende ingen sol om vinteren. Det medfører igen meget store temperaturforskelle hen over asteroiden, da det må formodes at den ingen atmosfære har til at holde på, og udjævne, varmen.
Der er tegn på at dens overflade udviser forskelle i albedo, med et muligt stort lyst område på den nordlige halvkugle.
Generelt er Iris' overflade meget lys og består sandsynligvis af en blanding af nikkel-jernlegeringer og magnesium- og jernsilikater. Overfladens spektrum svarer til L- og LL-kondritternes, med korrektion for rumerosion,
så den kan være en vigtig bidragyder til disse meteoritter. Banedynamiske beregninger indikerer også at den bør være en betydelig meteoritkilde.
Iris blev observeret under to stjerneokkultationer (formørkelser), hhv. 26. maj 1995 og 25. juli 1997. Fra begge observationer har man kunnet beregne at den har en diameter på ca. 200 km.